# Paradossenus longipes
Paradossenus longipes là một loài nhện trong họ Trechaleidae.
Loài này thuộc chi Paradossenus. Paradossenus longipes được miêu tả năm 1874 bởi Taczanowski.